# Gimnàstica artística
La gimnàstica artística és un esport olímpic que forma part d'una de les 5 disciplines que hi ha a la gimnàstica. Consisteix en diversos exercicis en diversos aparells. Aquests varien segons el sexe de l'esportista, havent-hi per tant dues modalitats, la femenina i la masculina. La gimnàstica artística femenina consta de 4 aparells: barra d'equilibri, exercici de terra, salt de poltre i barres asimètriques/paral·leles. En canvi la masculina en té dos més: exercici de terra, salt de poltre, cavall amb arcs, anelles, paral·leles i barra fixa.
Aquest esport no és fàcil, ja que està compost per una gran varietat d'elements que requereixen una gran tècnica en cadascun dels aparells. S'hi interrelacionen constantment el risc, l'equilibri i la bellesa estètica dels moviments. Els exercicis són molt tècnics i difícils i exigeixen a la gimnasta una gran perfecció. Cal una gran capacitat de concentració, força, disciplina, agilitat i sobretot una gran coordinació.
Durant els exercicis la gimnasta ha de transmetre a través dels seus moviments amplitud i agilitat. Aquests s'han d'executar amb una gran perfecció i han de tenir un valor de dificultat elevat.

## Modalitats
Les competicions de gimnàstica artística (també coneguda com a gimnàstica esportiva) oficials tenen tres modalitats tant en categoria masculina com en femenina:

### Competició individual general
En competició individual hi participen les millors 24 gimnastes de la competició classificatòria, excepte per una límitació en el nombre de gimnastes del mateix país, que és de només dos a diferència d'altres esports. Hauran de fer els seus millors exercicis en tots els 4 aparells i sumar les notes obtingudes.

### Finals individuals per aparells
En la classificació per aparells hi competiran només aquelles 8 millors gimnastes de cada aparell de la competició classificatòria, igualment amb la limitació de dos gimnastes del mateix país. Hauran de fer l'exercici de l'aparell en que s'hagin classificat, obtenint tan sols una nota. Per classificar-se a l'aparell de salt sobre cavall s'han de fer dos salts diferents i la nota és la mitjana dels dos salts.

### Competició per equips
Els equips estan formats per 5 gimnastes. En la fase de classificació poden competir fins a 4 gimnastes diferents per cada exercici i només compten les tres millors notes. En la final per equips hi participen els 8 millors equips de la competició classificatòria i es sumen totes les notes dels 3 gimnastes escollits per a cada exercici.

## Història de la gimnàstica artística
Gràcies a pintures, ceràmiques i altres testimoniatges històrics, sabem que ja es practicaven diferents modalitats de gimnàstica a l'antic Egipte i sobretot a Grècia. El terme gimnàstica deriva d'un mot grec, que vol dir "exercitar-se nu". La perfecció i la bellesa del cos era un dels seus ideals i, per aquest motiu, la gimnàstica estava basada a aconseguir uns objectius espirituals, morals i sobretot físics que eren la base per a una educació encaminada a la formació d'una persona perfecte.
El sistema gimnàstic va ser esmentat en escrits d'autors antics, com ara Homer, Aristòtil, i Plató. Incloïa moltes disciplines que després es van convertir en esports independents, com ara la natació, curses, lluita, boxa i equitació. També s'utilitzava per a l'entrenament militar.
No obstant això, a Roma, l'apreciació per la modalitat artística com a entrenament va caure en desús, i la gimnàstica va començar a limitar-se només a les actuacions de circ que inspiraven els soldats abans de les batalles, mentre que donaven a la gimnàstica altres valors en termes de preparació militar. L'emperador Teodosi I l'any 393 va abolir els Jocs a causa de les seves influències paganes. Durant l'edat mitjana la gimnàstica es destinà exclusivament a l'entrenament de guerra.
El seu ressorgiment a l'Era Moderna va estar, com al principi, vinculat a l'art. La forma de gimnàstica que va arribar a Europa va començar amb el llit elàstic, amb les seves primeres activitats descrites per Archange Tuccaro, al llibre Trois dialogues du Mr. Archange Tuccaro, al segle xv, a Europa Occidental. En l'època del Renaixement, els principals artistes veneraven el cos humà i les seves formes. Així, la pràctica de la gimnàstica a les escoles es va fer constant, i cada dia l'esport guanyava més espai entre els homes.

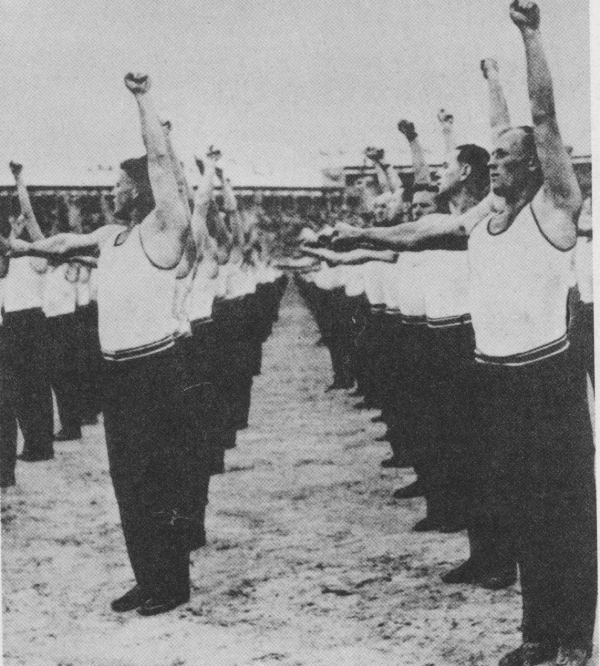
Una pràctica en grup: herència sueca

Jean-Jacques Rousseau, a mitjans del 1700, va publicar una barreja d'educació i entrenament físic per a nens, anomenada Émile; ou, de l’éducation, que va modificar les normes i va sistematitzar una nova aplicació, inclosa la pràctica de la gimnàstica. Inspirat per la reforma, Johann Christoph Friedrich GutsMuths (1776 - 1838), va implementar la gimnàstica natural —que consistia en exercicis aeròbics, destinats al benefici corporal— i la gimnàstica artificial — centrada en la bellesa, com una varietat de muntar i desmuntar del cavall.
La gimnàstica va evolucionar a Bohèmia i el que més tard esdevingué Alemanya a principis del segle xix. El terme "gimnàstica artística" es va introduir per distingir les actuacions d'estil lliure de les utilitzades pels militars. L'educador alemany Friedrich Ludwig Jahn, conegut com el pare de la gimnàstica, va inventar diversos aparells, incloent la barra fixa i les barres paral·leles.
Durant aquest mateix temps a Suècia, Pehr Henrik Ling (1776-1839) va introduir un tipus diferent de gimnàstica. El seu sistema, basat en l'exercici col·lectiu, pretenia desenvolupar un ritme de moviment perfecte. Igual que la gimnàstica de Jahn, els mètodes de Ling també es van adoptar per a l'entrenament militar. Juntament amb aquestes escoles, van néixer els Clubs Internacionals de Gimnàstica. A poc a poc aquests clubs van establir associacions nacionals per controlar l'entrenament i les competicions.
L'any 1881 es va fundar la Federació Internacional de Gimnàstica(FIG), l'òrgan rector de la gimnàstica arreu del món. L'organització va començar amb tres països i es va anomenar Federació Europea de Gimnàstica fins al 1921, quan es van unir els primers països no europeus, i es va reorganitzar a l'internacional.
La gimnàstica es va incloure als Jocs Olímpics d'estiu de 1896, però a les gimnastes no se'ls va permetre participar als Jocs Olímpics fins als Jocs d'Amsterdam de 1928. El Campionat del Món de gimnàstica artística, celebrats des del 1903, només estaven oberts als homes fins al 1934. Des de llavors, s'han desenvolupat dues branques de la gimnàstica artística: la gimnàstica artística femenina (WAG) i gimnàstica artística masculina (MAG). A diferència de les branques masculines i femenines de molts altres esports, WAG i MAG difereixen significativament en la tècnica i els aparells utilitzats en les principals competicions.

## Competicions de gimnàstica artística
La FIG organitza el Campionat del Món de gimnàstica artística. Aquesta competició es pot considerar la més important de l'any. Competeixen gimnastes d'arreu del món classificades prèviament en competicions a nivell nacional molt dures. D'aquesta manera només les millors de les millors arriben a participar-hi.
Però la competició més important que existeix en la gimnàstica artística són els Jocs Olímpics. Aquests són considerats la competició esportiva principal del món, on hi participen més de dos-cents estats en més de 26 esports. Se celebren cada quatre anys, i el període d'espera s'anomena Olimpíada.
La celebració dels Jocs Olímpics de l'antiguitat se sol datar a l'any 775aC a la vila grega Olímpica, al santuari de Zeus. Uns esports determinats se celebraven cada 4 anys durant els mesos de juny – agost. Aquesta gran competició cercava afavorir l'amistat dels pobles i ciutats i va contribuir al desenvolupament harmònic del cos i l'ànima. Però sobretot tenia una gran importància religiosa, ja que els esdeveniments esportius es feien en paral·lel amb sacrificis d'honor tant a Zeus com a Pèlops. Els guanyadors de les competicions eren admirats i immortalitzats en gran estàtues i poemes. Amb tot, hi havia altres classes de jocs en l'antiguitat, com ara els Jocs Pitis, els Jocs Nemeus i els Jocs Ístmics. 

## Gimnastes famosos
- Elena Gómez Servera
- Joaquim Blume
- Gervasi Deferr
- Simone Biles
- Nadia Comaneci
- Ray Zapata
- Roxana Popa